# Рёдер, Манфред
Манфред Рёдер (нем. Manfred Roeder; 6 февраля 1929, Берлин — 30 июля 2014, Нойкирхен) — немецкий адвокат, террорист, отрицатель Холокоста.

## Жизнь
Посещал Национальный институт политического образования (нацистская школа-интернат) в Плёне. Будучи одним из самых молодых солдат в регулярной армии, он принимал участие в борьбе за защиту Берлина в 1945 году. После окончания Второй мировой войны некоторое время он был членом ХДС. После ухода из партии он налаживал связи с ультраправой политической ареной (в Германии и за рубежом) и Ку-Клукс-Кланом. В 1980 году Deutsche Aktionsgruppe («Немецкая группа действия»), неонацистская организация, основанная Рёдером, начала нападения на беженцев. Федеральным ведомством по защите конституции Рёдер был классифицирован как террорист.
В 1997 году телевизионная программа Panorama установила, что в 1995 году Рёдер появился на приглашение, как спикер Академии обучения немцев в Гамбурге. Этот скандал, а также тот факт, что Рёдер получил финансовые пожертвования со стороны военных, привели к освобождению командира Академии и лишению звания его заместителя контр-адмирала Рудольфа Ланге, с целью восстановления хорошей репутации Академии.
В 1997 году Манфред Рёдер выдвигался как кандидат от NPD (ультраправой партии) в Штральзунде в Мекленбурге-Передней Померании во время парламентских выборов, позиционируя себя как «канцлера альтернативы 1998», но безуспешно.

## Судимость
В 1982 году Рёдер был приговорён к 13 годам тюремного заключения за создание террористической организации Deutsche Aktionsgruppen, которая провела 5 взрывов и 2 поджога федеральных органов, в результате погибло 2 человека и несколько были ранены.
Кроме этого, он написал предисловие к книге Тиса Кристоферсена под названием «Ложь Освенцима», изданной в 1973 году. Будучи в тюрьме Рёдер заявил, что отказывается от своих взглядов на Холокост, изложенных в этом предисловии. «Сегодня я знаю, что в Освенциме большое количество евреев было убито только потому, что они были евреями», — написал Рёдер в адрес франкфуртского суда. По мнению прокурора Франкфурта Фолькмара Шнайдера это зявление было неискренним и делалось с целью получить сокращение срока заключения.

## Иранские связи
Рёдер утверждает, что присутствовал на национальных празднованиях в Иране после прихода к власти Рухоллы Хомейни. В письме, обращенном к «Die Bauernschaft» («Крестьянская община»), в журнале отрицателя холокоста Тиса Кристоферсена, Рёдер писал (очевидно из Тегерана): Посетив Иран, мы хотели продемонстрировать нашу солидарность с иранской борьбой против всех великих держав… Поэтому наша цель осуществить аналогичную революции в Германии, и послать к черту всех тех политиков, которые подпираются из-за рубежа, как Шах.